# Quintette pour piano et cordes no 2 de Widor
Pour les articles homonymes, voir Quintette pour piano et cordes.
Le Quintette pour piano et cordes en ré majeur, op. 68, est une œuvre de Charles-Marie Widor en quatre mouvements pour piano et quatuor à cordes. 
Composée en 1894, la partition est dédiée au comte hongrois Géza Zichy. 

## Composition
« D'une tout autre encre » que le Quintette pour piano et cordes no 1, op.7, selon le musicologue Jean Gallois, le Quintette pour piano et cordes op.68 est composé en 1894 : « l'art du musicien s'est affirmé, affiné, superbement construit. Et son style homogénéisé ».
L'œuvre, dédiée au comte et pianiste hongrois Géza Zichy, est publiée aux Éditions Schott en 1896.

## Présentation

### Mouvements
L'œuvre est en quatre mouvements :
1. Moderato ( = 80) en ré mineur à quatre temps (noté ) et Allegro en ré majeur ( = 63) à 
,
2. Andante ( = 63) à 
,
3. Allegro con fuoco ( = 126) à 
,
4. Moderato ( = 144) à 
,

### Analyse
Le Quintette pour piano et cordes no 2, op.68 de Widor n'est pas mentionné par Adolphe Piriou dans le Dictionnaire encyclopédique Cobbett de la musique de chambre.
L'Andante, construit sur le thème du mouvement précédent, autorise un rapprochement avec l'œuvre de Chausson, « usant de même pour son Trio opus 3 en 1881. Avec son mode mineur et sa couleur mélancolique, ce mouvement apparaît le plus passionné du Quintette ». Le Moderato final, revenant au ré majeur du mouvement initial, reprend également son thème qui, « dès lors, prend toute son importance « fondamentale » et confère à l'ouvrage une éblouissante unité compositionnelle et stylistique », selon Jean Gallois. Ainsi « alors que les volets II et III font exploser la forme en une architecture pleine de fantaisie et d'invention, les deux mouvements extrêmes I et IV s'inscrivent dans la plus pure tradition classique — le double aspect de Charles-Marie Widor : classique et libre : c'est bien son génie ».

## Discographie
- Quintettes pour piano et cordes, par Bruno Rigutto (piano), Jean-Pierre Wallez et Yoé Miyazaki (violons), Bruno Pasquier (alto) et Henri Demarquette (violoncelle) (15 décembre 2014, 3CD P&Y 2PYM01) — avec le Quintette pour piano et cordes no 1, op.7, le Quintette pour piano et cordes de Franck, le Quintette pour piano et cordes, op.14 de Saint-Saëns et le Quintette pour piano et cordes, op.42 de Louis Vierne

### Ouvrages généraux
- Adolphe Piriou, « Charles-Marie Widor », dans Walter Willson Cobbett et Colin Mason, Dictionnaire encyclopédique de la musique de chambre, vol. II : K–Z, Paris, Éditions Robert Laffont, coll. « Bouquins », 1999 (1re éd. 1929), 1627 p. (ISBN 2-221-07848-9, OCLC 43700186), p. 1591-1592